# Christoph Geiser
Christoph Geiser (* 3. August 1949 in Basel) ist ein Schweizer Schriftsteller.

## Leben
Christoph Geiser ist der Sohn eines Kinderarztes und einer Schauspielerin und der Enkel des umstrittenen Schweizer Gesandten in Berlin Hans Frölicher während des Zweiten Weltkriegs (1938–1945). Geisers jüngerer Bruder ist der Rechtswissenschaftler Thomas Geiser. Nach der Matura studierte er Soziologie an den Universitäten in Freiburg im Breisgau und Basel. Er brach sein Studium ab und verbüsste 1970 mehrere Monate Haft wegen Dienstverweigerung. Anschliessend war er als Journalist tätig. Unter anderem gründete er zusammen mit Werner Schmidli die Literaturzeitschrift drehpunkt. Seit 1978 lebt er als freier Schriftsteller in Bern. 1980 war er Gastdozent am Oberlin College in Oberlin (Ohio), 1982 unternahm er eine Lesereise durch Australien. Gegenwärtig lebt er abwechselnd in Bern und Berlin.
Geiser ist Mitglied des Verbandes der Autorinnen und Autoren der Schweiz, des Deutschschweizer P.E.N.-Zentrums sowie der Deutschen Akademie für Sprache und Dichtung in Darmstadt.
Sein literarisches Archiv befindet sich seit 1991 im Schweizerischen Literaturarchiv und wird laufend erweitert.

## Werk
Geisers Prosa und Lyrik beschäftigte sich in den Anfängen hauptsächlich mit gestörten Familienbeziehungen. Mit den Romanen Grünsee und Brachland wurden ihm die ersten Erfolge zuteil. Seit Mitte der 1980er und mit Geisers Bekenntnis zur eigenen Homosexualität verlagerte sich die Thematik hin zur Enttabuisierung sexueller Obsessionen. Eine deutliche Zäsur in Geisers Schaffen als Romanschriftsteller findet sich nach Wüstenfahrt, einem Roman über eine Männerbeziehung, in den Werken Das geheime Fieber und Das Gefängnis der Wünsche. Darin wendet er sich kulturhistorischen Stoffen zu, dem Leben des italienischen Barockmalers Caravaggio einerseits und einer imaginären Konfrontation zwischen dem Marquis de Sade und Goethe andererseits. In seinen Werken Die Baumeister, Über Wasser und Wenn der Mann im Mond erwacht löste Geiser mit seiner Assoziationstechnik und den «Wortkapriolen» die konventionelle Begrifflichkeit auf und wendet sich vermehrt an ein Publikum, das mit der Ausdrucksweise der literarischen Moderne vertraut ist.

## Publikationen
- Bessere Zeiten (Gedichte). Regenbogen, Zürich 1968.
- Mitteilung an Mitgefangene. Gedichte für die Insassen der Strafanstalt Oberschöngrün, Solothurn. Lenos Verlag, Basel 1971.
- Hier steht alles unter Denkmalschutz. Erzählungen. Lenos, Basel 1972.
- Warnung für Tiefflieger. Gedichte und Mittelland-Geschichten. Lenos, Basel 1974.
- Zimmer mit Frühstück. Erzählung. Lenos, Basel 1975; ebd. 1992, ISBN 3-85787-607-7 und 1977 Verlag Volk und Welt, Berlin (DDR).
- Grünsee. Roman. Benziger, Zürich 1978 und 1979 Verlag Volk und Welt, Berlin (DDR).
- Brachland. Roman. Benziger, Zürich 1980 und 1983 Verlag Volk und Welt, Berlin (DDR).
- Disziplinen. Vorgeschichten. Lenos, Basel 1982.
- Wüstenfahrt. Roman. Nagel & Kimche Verlag, Zürich 1984 und 1986 Verlag Volk und Welt, Berlin (DDR).
- Das geheime Fieber. Roman. Nagel & Kimche, Zürich 1987.
- Das Gefängnis der Wünsche. Roman. Nagel & Kimche, Zürich 1992, ISBN 3-312-00181-1.
- Wunschangst (Acht Erzählungen, ill. v. Hannes Steinert). MännerschwarmSkript, Hamburg 1993, ISBN 3-928983-14-8.
- Vom allmählichen Schwinden der Schweiz. In: Passauer Pegasus. Zeitschrift für Literatur, 11. Jg. H. 21 – 22: Literatur aus der Schweiz. Krieg, Passau 1993 ISSN 0724-0708 S. 15–25.
- Von den Gesichtern zum Gesicht. In: Steffan Biffiger (Hrsg.), Stefan Haenni – Orient und Okzident. ArchivArte, Bern 2008, ISBN 978-3-9522302-5-1, S. 61–106.
- Kahn, Knaben, schnelle Fahrt. Eine Fantasie. Nagel & Kimche, Zürich 1995, ISBN 3-312-00207-9.
- Die Baumeister. Eine Fiktion. Nagel & Kimche, Zürich 1998, ISBN 3-312-00244-3
- Über Wasser. Passagen. Ammann Verlag, Zürich 2003, ISBN 3-250-60059-8.
- Wenn der Mann im Mond erwacht. Ein Regelverstoß. Ammann, Zürich 2008, ISBN 978-3-250-60109-8.
- Von den Gesichtern zum Gesicht. In: Steffan Biffiger (Hrsg.), Stefan Haenni – Orient und Okzident. ArchivArte, Bern 2008, ISBN 978-3-9522302-5-1, S. 61–106.
- Der Angler des Zufalls. Schreibszenen. Hrsg. von Michael Schläfli. MännerschwarmSkript, Hamburg 2009, ISBN 978-3-939542-79-7.
- Schöne Bescherung. Kein Familienroman. Offizin, Zürich 2013, ISBN 978-3-907496-82-4.
- Da bewegt sich nichts mehr. Mordsachen. Die Lunte im Spiegelberg Verlag, Zürich 2016, ISBN 978-3-939043-69-0.
- Verfehlte Orte. Erzählungen. Secession, Berlin 2019, ISBN 978-3-906910-51-2.

Werkausgabe
Ab Herbst 2022 bis 2025 erscheint im Secession Verlag eine Werkausgabe in dreizehn Bänden (hrsg. von Julian Reidy und Moritz Wagner). Bisher erschienen:
- Bd. 1: Grünsee. Mit einem Nachwort von Moritz Wagner. Secession, Berlin 2022, ISBN 978-3-96639-050-7.
- Bd. 2: Brachland. Mit einem Nachwort von Julian Reidy und Moritz Wagner. Secession, Berlin 2022, ISBN 978-3-96639-052-1
- Bd. 3: Wüstenfahrt. Mit einem Nachwort von Heinrich Detering. Secession, Berlin 2023, ISBN 978-3-96639-060-6.
- Bd. 4: Das geheime Fieber. Mit einem Nachwort von Dominik Müller. Secession, Berlin 2023, ISBN 978-3-96639-062-0.
- Bd. 5: Das Gefängnis der Wünsche. Mit einem Nachwort von Stefan Zweifel. Secession, Berlin 2023, ISBN 978-3-96639-082-8.
- Bd. 6: Kahn, Knaben, schnelle Fahrt. Mit einem Nachwort von Katrin Hillgruber. Secession, Berlin 2024, ISBN 978-3-96639-093-4.
- Bd. 7: Die Baumeister. Eine Fiktion. Mit einem Nachwort von Wolfgang Pross. Secession, Berlin 2025, ISBN 978-3-96639-095-8.
- Bd. 8: Über Wasser. Passagen. Mit einem Nachwort von Rosmarie Zeller. Secession, Berlin 2024, ISBN 978-3-96639-109-2.
- Bd. 9: Desaster. Ein Regelverstoss. Mit einem Nachwort von Sarah Pogoda. Secession, Berlin 2024, ISBN 978-3-96639-111-5.
- Bd. 10: Schöne Bescherung. Kein Familienroman. Mit einem Nachwort von Julian Reidy. Secession, Berlin 2022, ISBN 978-3-96639-054-5.
- Bd. 12: Meine Dienstverweigerung. Politische und Ästhetische Schriften. Mit einem Nachwort von Philipp Theisohn. Secession, Berlin 2024, ISBN 978-3-96639-080-4.

## Auszeichnungen
- 1973: Förderpreis des Kantons Bern
- 1974 und 1978: Preis der Schweizerischen Schillerstiftung
- 1984: Literaturpreis der Stadt Basel
- 1992 und 2012: Literaturpreis der Stadt Bern
- 2000: Dresdner Stadtschreiber
- 2004, 2009 und 2014: Literaturpreis des Kantons Bern
- 2018: Grosser Literaturpreis von Stadt und Kanton Bern
- 2020: Schweizer Literaturpreis für den Erzählband Verfehlte Orte